# 2010년 토론토 국제 영화제
제35회 토론토 국제 영화제는 2010년 9월 9일에 열린 시상식이다.

## 수상 및 후보

### 관객상
- 킹스 스피치 - 톰 후퍼 수상

### 다큐멘터리 관객상
- 포스 오브 네이처: 더 데이빗 수즈키 무비 - 스툴라 구나르손 수상

### 미드나잇 매드니스 관객상
- 스테이크 랜드 - 짐 미클 수상

### 캐나다 단편영화상
- 리틀 플라워즈 - 벵상 비론 수상

### FIPRESCI-상
- 뷰티풀 보이 - 숀 쿠 수상
- 이브 생 로랑의 라무르 - 피에르 소레톤 수상

### 캐나다 신인감독상
- 더 하이 코스트 오브 리빙 - 데보라 초우 수상

### 캐나다 퍼스트! 부문
- 아마존 폴스 - 캐트린 보웬
- 데이드림 네이션 - 마이클 골드바흐
- 더 하이 코스트 오브 리빙 - 데보라 초우
- 질투 - 패트릭 디머스
- 올리버 셔먼 - 라이언 레드포드
- 유 알 히어 - 다니엘 콕번

### 캐나다의 열린 도약 부문
- 결혼한 커플 - 앨런 킹

### 현대 세계 영화 부문
- 5월의 22일 - 코엔 모르티에르
- 아프리카 연합 - 뎁스 가드너-패터슨
- 당산대지진 - 펑샤오강
- 상상하하 - 허안화
- 애니씽 유 원트 - 아케로 마냐스
- 배드 페이스 - 크리스티안 페트리
- 비하인드 블루 스키스 - 하네스 홀름
- 검은 대양 - 마리옹 한셀
- 블레시드 이벤트 - 이사벨 스테버
- 분수설애니 - 황진진
- 카란초 - 파블로 트라페로
- 치코 & 리타 - 하비에르 마리스칼 외 2명
- 비명 - 로뱅 오베르
- 적인걸: 측천무후의 비밀 - 서극
- 세상의 끝에서 - 알렉세이 유치텔
- 이븐 더 레인 - 이시아 볼레인
- 더 퍼스트 그레이더 - 저스틴 채드윅
- 네 번째 초상화 - 청몽홍
- 홈 포 크리스마스 - 벤트 해머
- 이번 여름은 어떻게 끝났다 - 알렉세이 포포그레브스키
- 더 휴먼 리소스 매니저 - 에란 리클리스
- 더 헌터 - 라피 피츠
- 나는 노예 - 가브리엘 레인지
- 주시 - 루이즈 알스톤
- 래플랜드 오딧세이 - 도메 카루코스키
- 만추 - 김태용
- 아뇨 비시에스토 - 마이클 로위
- 라이프, 어버브 올 - 올리버 슈미츠
- 전기도둑 - 악탄 압디칼리코프
- 마마 고고 - 프리드릭 토르 프리드릭슨
- 마타리키 - 마이클 베넷
- 메치메이커 - 애비 네셔
- 믹스 컷오프 - 켈리 라이카트
- 모드라 - 잉그리드 베닌거
- 마이 조이 - 세르히 로즈니차
- 네드 - 피터 뮬란
- 죽은 호랑이를 위한 밤 - 테리 마일즈
- 신과 인간 - 자비에 보브와
- 옥희의 영화 - 홍상수
- 아웃바운드 - 보그단 조지 아페트리
- 루트 132 - 루이스 벨랑거
- 센세이션 - 톰 홀
- 조용한 영혼들
- 스몰 타운 머더 송스 - 에드 게스-도넬리
- 특권층의 고독 - 사베리오 코스탄조
- 폭력의 국가 - 칼로 마타바네
- 프랑켄슈타인 프로젝트 - 코르넬 문드럭초
- 쓰리 - 톰 티크베어
- 트랙커 - 이안 샤프
- 화이트 아이리시 드링커스 - 존 그레이
- 웜 - 베네덱 플리고프

### 다이알로그 부문
- 만두 - 에브라힘 사에디

### 디스커버리 부문
- 애즈 이프 아이 엠 낫 데어 - 주아니타 윌슨
- 아텐베르크 - 아디너 레이첼 창가리
- 가을 - 아미르 바쉬
- 뷰티풀 보이 - 숀 쿠
- 블레임 - 마이클 헨리
- The Call - Stefano Pasetto
- 세러모니 - 맥스 윙클러
- 더티 걸 - 아베 실비아
- 걸프렌드 - 저스틴 러너
- 그리프 더 인비저블 - 리온 포드
- 하프 오브 오스카 - 마누엘 마틴 쿠엔카
- 인사이드 아메리카 - 바바라 에더
- 룩, 스트레인저 - 아리엘 자비치
- 마림바 프럼 헬 - 훌리오 에르난데스 코르동
- 노베르토스 데드라인 - 다니엘 헨들러
- 10월 - 다니엘 베가 외 1명
- 철피아노 - 장 멍
- 피노이 선데이 - 위 딩 호
- 더 플레이스 인 비트윈 - 사라 부야인
- 레어 익스포츠: 어 크리스마스 테일 - 얄마리 헬렌더
- 모래성 - 부준펑
- 소울 오브 샌드 - 시드하스 스리니바산
- 비바 리바! - 됴 문가
- 웨이스티드 온 더 영 - 벤 C. 루카스
- What I Most Want - Delfina Castagnino
- 제피르 - 벨마 배스

### 갈라스 부문
- 하녀 - 임상수
- 더 뱅뱅 클럽 - 스티븐 실버
- 바니의 버전 - 리처드 J. 루이스
- 비기너스 가이드 투 엔딩 - 조나단 소볼
- 검은 백조 - 대런 아로노프스키
- 카지노 잭 - 조지 하이켄루퍼
- 음모자 - 로버트 레드포드
- 부채 - 존 매든
- 제이니 존스 - 데이비드 M.로젠탈
- 킹스 스피치 - 톰 후퍼
- 라스트 나잇 - 마시 태지딘
- 리틀 화이트 라이스 - 기욤 까네
- 피프 월드 - 배리 W. 블로스타인
- 포티쉐 - 프랑소와 오종
- 더 프로미스: 더 메이킹 오브 다크니스 온 더 엣지 오브 타운 - 톰 짐니
- 사라의 열쇠 - 질스 파겟-브레너
- 스코어: 하키 뮤지컬 - 마이클 맥고완
- 더 타운 - 벤 애플렉
- 트러스트 - 데이빗 쉼머
- 웨스트 이즈 웨스트 - 앤디 드엠모니

### 마스터스 부문
- 13인의 자객 - 미이케 다카시
- 에로틱 맨 - 요르겐 레스
- 특급 살인 - 예르지 스콜리모프스키
- 소셜리즘 - 장 뤽 고다르
- 상해전기 - 지아장커
- 리스본의 미스터리 - 라울 루이즈
- 노스탤지어 포 더 라이트 - 패트리시오 구즈먼
- 시 - 이창동
- 로지스 어 크리딧 - 아모스 기타이
- 루트 아이리쉬 - 켄 로치
- 슬리핑 뷰티 - 카트린 브레야
- 안젤리카의 이상한 사건 - 마뇰 드 올리베이라
- 엉클 분미 - 아피찻퐁 위라세타쿤

### 매버릭 부문
- 30 포 30: 인투 더 윈드 - 스티브 내쉬
- Mavericks: Apichatpong Weerasethakul
- In Conversation With...Philip Seymour Hoffman
- Mavericks: Bruce Springsteen
- Mavericks: Kelly Reichardt
- Mavericks: Ken Loach & Paul Laverty
- 웨이팅 포 슈퍼맨 - 데이비스 구겐하임

### 미드나잇 매드니스 부문
- 분라쿠 - 가이 모셰
- 푸주한, 요리사, 그리고 검객 - 우얼샨
- 화룡대결 - 임초현
- 엉망진창 2 - 마이클 도즈
- 인시디어스 - 제임스 완
- 워드 - 존 카펜터
- 레드 나잇 - 줄리앙 카본 외 1명
- 스테익 랜드 - 짐 미클
- 슈퍼 - 제임스 건
- 7번가의 실종 - 브래드 앤더슨

### 리얼 투 릴 부문
- !우먼 아트 레볼루션 - 린 허쉬맨-리슨
- 안포: 아트 X 워 - 린다 호그런드
- 아르마딜로 - 야누스 메츠
- 복싱 짐 - 프레더릭 와이즈먼
- 케이브스 오브 포게튼 드림스 - 베르너 헤어조크
- 클라이언트 9 - 알렉스 기브니
- 쿨 잇 - 온디 티모너
- 데스 게임 - 크리스토프 닉 외 1명
- 겐핀 - 가와세 나오미
- 게스트 - 호세 루이스 구에린
- 하우 투 스타트 유어 오운 컨트리 - 조디 샤피로
- 인사이드 잡 - 찰스 퍼거슨
- Machete Maidens Unleashed! - 마크 하틀리
- 론 하인즈 - 맨 오브 더 사우전드 송스 - 윌리엄 D. 맥길리브레이
- 마더 오브 록 릴리언 록슨 - 폴 클락
- 핑크 사리스 - 킴 론지노트
- 더 파이프 - 리스테드 오돔네일
- 차임 야카림 - 슈로미 엘다르
- 더 사운드 오브 뭄바이: 어 뮤지컬 - 사라 맥카시
- 타블로이드 - 에롤 모리스
- 가자의 눈물 - 비베케 록케베르그
- 웬 마이 차일드 이즈 본 - 궈징
- 윈드폴 - 로라 이스라엘

### 캐나다 단편 부문
- 어버브 더 니 - 그렉 앳킨스
- 애더스 바이트 - 피라스 모마니
- 애니멀 컨트롤 - 키레 파푸츠
- 카메라 앤 크리스토퍼 머크 - 브랜든 크로넨버그
- 샴페인 - 한스 올슨
- 더 클로저 유 겟 투 캐나다 - 존 볼튼
- Eggcellent - Martin Sokol
- 파일 언더 미설레니어스 - 제프 바너비
- 어 파인 영 맨 - 케반 펑크
- 그린 크레용 - 카직 라드완스키
- 하이 레빌 브릿지 - 트레버 앤더슨
- 홈: 라이프 어드바이스 - 아론 펠런
- 하우 투 리드 유어 러버 오브 어 네거티브 이모션 코지드 바이 유! - 나디아 리츠
- Interregnum - Nick Fox-Gieg
- 더 레전드 오브 비버 담 - 제롬 세블
- 리틀 플라워즈 - 벵상 비론
- Lipsett Diaries - 테오도르 위셰브
- Living History - 이삭 크래빗
- 러브. 매리즈. 미스캐리지 - 다라그 맥도널드
- MANEGES - 소피 고예트
- 마리우스 브로딘 - 이매뉴얼 호스-디스마레이스
- La Metropolitaine - Dan Popa
- 목타르 - 하리마 오아르디리
- NEGATIVIPEG - 매튜 랜킨
- 올드 웨이스 - 마이클 베스
- 온 더 웨이 투 더 씨 - 구 타오
- 오픈 윈도우 - 캠 워이킨
- Poudre - Ky Nam le Duc
- 레 프로젝트 사포로 - 마리-죠제 세인트-피에르
- 새드 베어 - 리즈 케언스
- Short Cuts Canada: Programme 1
- Short Cuts Canada: Programme 2
- Short Cuts Canada: Programme 3
- Short Cuts Canada: Programme 4
- Short Cuts Canada: Programme 5
- Short Cuts Canada: Programme 6
- 레스 소프티스 - 러셀 베넷 외 1명
- 소피 라보이 - 안 에몽
- La Tranchee - 클로드 클로티어
- Tsunami, Horses And Civilization - 칼라 수산토
- 터키 - 사라 세인트 온지
- 바포르 - 카베 나바티안
- Wapawekka - 다니스 고렛
- 워차일드 - 카롤린 모네
- 우먼 웨이팅 - 앙트완 부르헤스
- 예스노 - 브라이언 D. 존슨

### 특별한 발표 부문
- 악마를 보았다 - 김지운
- 아미고 - 존 세일즈
- 이브 생 로랑의 라무르 - 피에르 소레톤
- 어나더 이어 - 마이크 리
- 트럼펫의 슬픈 발라드 - 알렉스 드 라 이글레시아
- 비기너스 - 마이크 밀스
- 빅 픽처 - 에릭 라티고 외 1명
- 비우티풀 - 알레한드로 곤잘레스 이냐리투
- 블루 발렌타인 - 데릭 시엔프랜스
- 브라이튼 록 - 로완 조페
- 베리 - 로드리고 코르테스
- 시르쿠스 콜럼비아 - 다니스 타노비치
- 컨빅션 - 토니 골드윈
- 딥 인 더 우즈 - 브누와 쟉꼬
- 도비 가트 - 키란 라오
- 이지 A - 윌 글럭
- 에브리씽 머스트 고 - 댄 러쉬
- 포스 오브 네이처: 더 데이빗 수즈키 무비 - 스툴라 구나르손
- 좋은 이웃 - 제이콥 티에니
- 고르바시오프 - 스테파노 인세르티
- 하트비트 - 자비에 돌란
- 헨리의 범죄 - 말콤 벤빌
- 히어에프터 - 클린트 이스트우드
- 말라볼리아 가네 사람들 - 파스콸레 시메카
- 일루저니스트 - 실뱅 쇼메
- 아임 스틸 히어 - 케이시 애플렉
- 인 어 베터 월드 - 수잔 비에르
- 이츠 카인드 오브 어 퍼니 스토리 - 애너 보든 외 1명
- 그을린 - 드니 빌뇌브
- 잭 고즈 보팅 (Jack Goes Boating) - 필립 시모어 호프먼
- 줄리아의 눈 - 기옘 모랄레스
- 정무풍운 진진 - 유위강
- 렛 미 인 - 맷 리브스
- 로페 - 엔드류차 웨딩턴
- 러브 크라임 - 알랭 코르노
- 메이드 인 다겐함 - 나이젤 콜
- 미랄 - 줄리앙 슈나벨
- 마더스(영어판) - 밀코 만체프스키
- 네버 렛 미 고 - 마크 로마넥
- 상실의 시대 - 트란 안 훙
- 법외자 - 라시드 부샤렙
- 패션 플레이 - 미치 글라저
- 파시오네 - 존 터투로
- 폴 다이어리 - 크리스 크라우스
- 래빗 홀 - 존 카메론 미첼
- 리피터스 - 칼 베세이
- 리오 섹스 코미디 - 조나단 노지터
- 절규하는 남자 - 마하마트 살레 하룬
- 스페셜 트리트먼트 - 진느 라브루네
- 스톤 - 존 커랜
- 섭머린 - 리처드 아요데
- 타마라 드류 - 스티븐 프리어스
- 노란 부츠의 소녀 - 아누락 카시압
- 트리거 - 브루스 맥도널드
- 더 트립 - 마이클 윈터바텀
- 더 웨이 - 에밀리오 에스테베즈
- 왓츠 롱 위드 버지니아 - 더스틴 랜스 블랙
- 밀고자 - 라리사 콘드랙키
- 유 윌 밋 어 톨 다크 스트레인저 - 우디 앨런
- 127 시간 - 대니 보일

### 스프로켓 패밀리 존 부문
- 칼라 앤드 조나스 - 샤롯 사쉬 보스트룹
- 리틀 시스터 - 리처드 보웬
- 메이크 빌리브 - J. 클레이 트윌
- 50년간의 세계일주 - 벤 스타센

### 뱅가드 부문
- 앳 엘렌스 에이지 - 피아 마라이스
- 크리즈닝 - 마신 로나
- 콜드 피시 - 소노 시온
- 고백 - 나카시마 테츠야
- 이지 머니 - 다니엘 에스피노사
- 어 호러블 웨이 투 다이 - 애덤 윈가드
- 커붐 - 그렉 아라키
- L.A. 좀비 - 브루스 라 브루스
- 마이크로폰 - 아흐마드 압달라
- 괴물들 - 가렛 에드워즈
- 아워 데이 윌 컴 - 로메인 가브라스

### 비젼 부문
- 니콜라에 차우셰스쿠의 생애 - 안드레이 우지커
- 브라우니언 무브먼트 - 나누크 레오폴드
- 커링 - 드니 코테
- 바람과 모래 - 왕빙
- 네 번 - 미켈란젤로 프라마르티노
- K.364 열차여행 - 더글러스 고든
- Moscow 11:19:31 - Michael Nyman
- 오버 유어 시티스 그래스 윌 그로우 - 소피 파인즈
- 물에 쓰인 약속 - 빈센트 갈로
- 썸머 오브 골리앗 - 니콜라스 페레다
- 모닝 포 안나 - 캐서린 마틴
- 쓸모 있는 삶 - 페데리코 베이로

### 파장 부문
- 753 맥퍼슨 스트리트 - 케빈 제롬 에버슨
- 앤 트루잇, 워킹 - 젬 코엔
- 아틀란티크 - 마티 디옵
- 오바드 - 나다니엘 도어스키
- Bits and Pieces - Various and Anonymous
- 블루 맨틀 - 레베카 마이어스
- 버닝 부시 - 빈센트 그레니어
- 시네마토그래피 - 필립 프레쉬만
- 컬러 필드 필름즈 1&2 - 매디슨 브룩샤이어
- 캄플린 - 나다니엘 도어스키
- 다가오는 유혹 - 피터 체르카스키
- 콘코르소 디 벨리에차 프라 밤비니 아 토리노
- 더 데이 워즈 어 스코쳐 - 켄 제이콥스
- 델핀느 드 올리베이라 - 프리들 폼 그뢸러
- 에브리웨어 워즈 더 세임 - 바스마 알 샤리프
- 차에서 내려 - 톰 앤더슨
- 헬 로링 크릭 - 루시엔 캐스팅-테일러
- 홈 무비 - 존 프라이스
- 요나스 메카스 인 코다크롬 데이즈 - 켄 제이콥스
- 랜드스케이프, 세미-서라운드 - 에리코 소노다
- 레오나 얼론 - 올리버 후세인
- 원 - 이브 헬러
- 우베르튀르 - 크리스토퍼 벡스
- 파스투렐르 - 나다니엘 도어스키
- 포토피니쉬 피겨즈 - 파올로 지올리
- 포트레이트, 티 타임, 레드 커튼 - 헬가 판덜
- 킹 오브 달라스 - 세군도 데 초몬
- 루르 - 제임스 베닝
- 노예선 - T. 마리
- 더 소울 오브 씽스 - 도미닉 앤거레임
- 도쿄 에비수 - 니시카와 토모나리
- 빅토리아, 조지, 에드워드 앤 대처 - 칼럼 쿠퍼
- 수련 - T. 마리
- Wavelengths 1: Soul Of The City
- Wavelengths 2: Plein-Air
- Wavelengths 3: Ruhr
- Wavelengths 4: Pastourelle
- Wavelengths 5: Blue Mantle
- Wavelengths 6: Coming Attractions

### 시티 투 시티
- Ascents in february - Yoel Meranda
- Block-C - 제키 데미르쿠부즈
- 다크 클라우드 - 테론 패터슨
- 우작 - 누리 빌게 제일란
- 헤어 - 타이푼 피셀리모글루
- 머조러티 - Seren Yuce
- 마이 온리 선샤인 - 레하 에르뎀
- not be or... - Yoel Meranda
- On Thin Ice - Burcak Kaygun
- rauscht - Yoel Meranda
- Science Lab - Eytan Ipeker
- 셉템버 12 - Ozlem Sulak
- 섬머솔트 인 어 코핀 - 더비스 자임
- straitscaping - Yoel Meranda
- Waves - 벨민 소일레메즈
- 10 투 11 - 펠린 에스메르
- 40 - 엠르 사인
- Site and Vision: Short and Experimental Film